# Jonathan E. Spilman
Jonathan Edwards Spilman (15 de abril de 1812 – 23 de mayo de 1896) fue un abogado, ministro y compositor natural de Kentucky.
Jonathan Spilman nació en Greenville (Kentucky), hijo de Benjamin Spilman y de Nancy (Rice) Spilman, y se graduó en el Illinois College en 1835. Mientras estudiaba en la Escuela de Derecho de Transylvania, en 1837, escribió la música para el poema de Robert Burns' "Flow gently, sweet Afton", la más recordada de sus siete melodías. Una adaptación de esta música fue usada para We Hail Thee Carolina (Te aclamamos, Carolina), la alma mater de la Universidad de Carolina del Sur.
Se casó con Mary V.J. Menefee, que falleció joven en 1843. Dos años después, el 10 de abril de 1845, se casó con Eliza Sarah Taylor (1822–1866), sobrina del Presidente de los Estados Unidos Zachary Taylor. De este matrimonio nacieron diez hijos, de los que solamente seis sobrevivieron: Charles, Louise, William, Byrd, Clara y Lewis. Su esposa Eliza falleció el 10 de agosto de 1866, como consecuencia de un incendio a bordo del barco de vapor "Bostona Nº 3" en Maysville, Kentucky.
Trabajando de abogado durante 18 años, llegó a ser ministro presbítero a los 46 años. Para honrar su memoria se levantó un monumento en la ciudad de Greenville.